# Anomalie de température
L’anomalie de température est l'écart entre la température mesurée en un lieu en degrés Celsius, positive ou négative, par rapport à la température moyenne normale (calculée sur une période d'au moins 30 ans) quotidienne, saisonnière ou annuelle observée dans une région géographique homogène. Toutefois, l'anomalie n’est pas suffisante pour caractériser l’exceptionnalité des valeurs de température. Pour tenir compte de la situation climatologique spatiale et temporelle, il faut calculer également l’écart-type de cette anomalie par rapport à la normale, appelée « anomalie standardisée ». Ainsi une variation de +2 °C peut être plus significative qu'une autre de +3 °C lorsque la première provient d'une région à température très stable temporellement alors que la seconde provient d'une région à forte variation.

## Observation et prévision

### Observation
Les températures sont observées à partir des rapports des stations météorologiques de surface et en mer et inférées des données des satellites météorologiques. Les anomalies sont ensuite calculées par rapport aux données climatiques.

### Prévision
De manière inverse, la prévision numérique du temps permet d'obtenir les prévisions des températures pour les prochains jours ou semaines. Ceci peut servir à calculer les anomalies durant ces périodes de prévision. Il existe deux types de prévisions, déterministes et probabilistes, qui vont donner des résultats différents.
Les données déterministes sont des valeurs obtenues en faisant rouler le modèle de prévision avec des conditions initiales déterminées par l'analyse initiale. Les données probabilistes proviennent de la prévision d'ensembles où le modèle (ou différentes modèles) est roulé plusieurs fois avec une légère variation des conditions initiales à chaque fois.
Les anomalies déterministes ont un écart-type qui dépend seulement des biais de la prévision. L'écart et les anomalies probabilistes, étant calculés à partir de plusieurs solutions des modèles, sont eux-mêmes des probabilités qu'ils se réalisent.